# Ramgarh Cantonment
Ramgarh Cantonment ("accantonamento di Ramgarh", più nota semplicemente come Ramgarh) è una suddivisione dell'India, classificata come cantonment board, di 73.455 abitanti, capoluogo del distretto di Ramgarh, nello stato federato del Jharkhand. In base al numero di abitanti la città rientra nella classe II (da 50.000 a 99.999 persone).

## Geografia fisica
La città è situata a 24° 34' 0 N e 87° 15' 0 E e ha un'altitudine di 226 m s.l.m..

## Società

### Evoluzione demografica
Al censimento del 2001 la popolazione di Ramgarh Cantonment assommava a 73.455 persone, delle quali 41.772 maschi e 31.683 femmine. I bambini di età inferiore o uguale ai sei anni assommavano a 10.563, dei quali 5.593 maschi e 4.970 femmine. Infine, coloro che erano in grado di saper almeno leggere e scrivere erano 50.288, dei quali 31.704 maschi e 18.584 femmine.